# Eddy Tiel
Eduard Herbert Tiel, detto Eddy (L'Aia, 29 dicembre 1926 – Emst, 21 febbraio 1993), è stato un hockeista su prato olandese.

## Palmarès

### Olimpiadi
- Argento a Helsinki 1952 nell'hockey su prato.
- Bronzo a Londra 1948 nell'hockey su prato.